# ILLUMINA
ILLUMINA（イルミナ）は、日本のソフトヴィジュアル系ロックバンド。

## メンバー
- Nao（ボーカル、ギター）
- TAR（ギター）
- TAKA（ベース）
- SATOM（ドラムス）

## 概要・略歴
1995年5月、姫路でTARを中心に結成。1998年には新宿ロフトで初のワンマンを行う。同年7月、新星堂がサポートしているレーベル"proto type"からシングル「あこがれ」をリリース。同年10月にはポニーキャニオンのサブレーベル"FLIGHT MASTER"からシングル「忘れないで」でメジャーデビューを果たす。
ライヴ活動の一時休止を経て、2001年1月、テイチクエンタテインメントのサブレーベル"TRYCLE"からシングル「SHAPE UP!」、同年3月に1年9ヶ月ぶりのフルアルバム『ACCIDENT』をリリース。
2002年3月に突然の解散宣言。"tour"と題し、同年5月24日に心斎橋MUSE HALL、5月25日〜26日に姫路Beta、そして5月30日に新宿ロフトで最後のライブを行い、解散。
2014年4月20日、一夜限りの再結成ライブを行う。以降、不定期に活動を行っている。

## ディスコグラフィ

### ビデオ
- ILLUSION IV film of winter evening tour '97〜'98
- ILLUSION V（2000年2月17日/PCVP-52851）

### 参加作品
| 発売日         | タイトル                                | 規格品番    | 曲順 | 楽曲           |
| -------------- | --------------------------------------- | ----------- | ---- | -------------- |
| 1997年8月21日  | THE END OF THE CENTURY ROCKERS 4        | TCCN-30037  | M.6  | 悲しい理由     |
| 1997年10月17日 | HYPER-INDEX THE FINAL EVOLUTION 1997    | PCCAX-00006 | M.3  | LOVE SICK      |
| 1999年2月24日  | THE BEST OF rēveil［un］                | TECN-28485  | M.6  | 悲しい理由     |
| 2001年3月1日   | VISUAL ROCK BEST COLLECTION 彩-IRODORI- | TECN-26704  | M.10 | 悲しい理由     |
| 2021年4月1日   | VERSUS FATE                             | SWIM-0006   | M.3  | 忘れないで     |
| 2021年4月1日   | VERSUS FATE                             | SWIM-0006   | M.4  | maybe tomorrow |

## タイアップ一覧
| 使用年 | 曲名                     | タイアップ                                  |
| ------ | ------------------------ | ------------------------------------------- |
| 1998年 | 忘れないで               | テレビ朝日系『ネプいっ!』エンディングテーマ |
| 1999年 | 遠い夜明け～art of sky～ | テレビ朝日系『サッカー中継』テーマソング    |